# Черкун Володимир Юхимович
Черку́н Володи́мир Юхи́мович (1931-2019) — кандидат технічних наук, професор Таврійського державного агротехнологічного університету

## Біографія
Володимир Юхимович Черкун народився 21 вересня 1931 року у селі Чапаєвка Пологівського району Запорізької області.
Закінчив у 1954 році Мелітопольський інститут механізації сільського господарства (МІМСГ), за фахом інженер-механік, диплом з відзнакою. Почав працювати викладачем у МІМСГ на кафедрі технології та опору матеріалів за розподіленням, як молодий спеціаліст.
У 1954—1957 роках навчався в аспірантурі цього ж інституту.
З 1957 року працював в МІМСГ (нині Таврійський державний агротехнологічний університет імені Дмитра Моторного) на посадах асистента, старшого викладача, доцента, завідувача кафедр ремонту машин і взаємозамінності, стандартизації та технічних вимірювань (1971—1977 рр.), професора кафедри ремонту машин з 1989 р. та професора кафедри ОПХВ з 2008 року.
Кандидатську дисертацію на тему: «Дослідження процесу випробування дизельних двигунів на обмеженій потужності» захистив у Тимірязєвській сільськогосподарській академії (м. Москва) у 1963 році.
Володимир Юхимович проводив велику науково-дослідницьку і педагогічну роботу. Саме Володимир Юхимович створив у академії наукову школу з надійності та ремонту гідравлічних систем сільськогосподарської техніки, лабораторію надійності гідравлічних систем. Розроблені лабораторією технології ремонту гідронасосів впроваджені на багатьох ремонтних підприємствах країни.
Науковий доробок Черкуна В. Ю.  більше 140 публікацій він був автором багатьох підручників і навчальних посібників для вищої школи, які не одноразово перевидавались і були перекладені англійською мовою. Під його керівництвом захищено 9 кандидатських дисертацій.Науковий доробок Черкуна В. Ю.  більше 140 публікацій він був автором багатьох підручників і навчальних посібників для вищої школи, які не одноразово перевидавались і були перекладені англійською мовою. Під його керівництвом захищено 9 кандидатських дисертацій.
У липні 1991 р. В. Ю. Черкуну присвоєно вчене звання професора по кафедрі ремонту машин.
Помер Володимир Юхимович Черкун 12 грудня 2019 року, у віці 88 років.

## Нагороди
За заслуги в підготовці висококваліфікованих кадрів для сільського господарства в 1982 році йому присвоєно почесне звання заслуженого працівника Вищої школи. За кількість та якість авторських свідоцтв на винаходи — звання Заслуженого винахідника СРСР.
Як видатному діячу освіти у 2003 році йому призначена державна стипендія. Нагороджений у 2007 році знаком «Відмінник освіти України».